# Cystobia irregularis
Cystobia irregularis is een soort in de taxonomische indeling van de Myzozoa, een stam van microscopische parasitaire dieren. Het organisme komt uit het geslacht Cystobia en behoort tot de familie Urosporidae. Cystobia irregularis werd in 1893 ontdekt door Minchin.